# Gran Premio de Finlandia de Motociclismo de 1982
El Gran Premio de Finlandia de Motociclismo de 1982 fue la undécima prueba de la temporada 1982 del Campeonato Mundial de Motociclismo. El Gran Premio se disputó el 15 de agosto de 1982 en el Circuito de Imatra. Esta sería la última ocasión en la que se disputaría este Gran Premio en el calendario del Mundial de motociclismo.

## Resultados 350cc
En medio de unas condiciones meteorológicas adversas, la victoria fue para el alemán Anton Mang que, de esta manera, obtenía una ventaja considerable sobre el francés Jean-François Baldé, que se tuvo que retirar en este Gran Premio. El podio lo completaron Christian Sarron y el norirlandés Donnie Robinson.
| Pos. | Piloto              | Equipo     | Tiempo      | Pts. |
| ---- | ------------------- | ---------- | ----------- | ---- |
| 1    | Anton Mang          | Kawasaki   | 44.33.5     | 15   |
| 2    | Christian Sarron    | Yamaha     | 44.46.0     | 12   |
| 3    | Donnie Robinson     | Yamaha     | 42.12.9     | 10   |
| 4    | Eero Hyvärinen      | Yamaha     | 45.50.0     | 8    |
| 5    | Tony Head           | Armstrong  | 45.51.9     | 6    |
| 6    | Pierre Bolle        | Yamaha     | 46.40.4     | 5    |
| 7    | Éric Saul           | Chevallier | 46.40.8     | 4    |
| 8    | Patrick Fernandez   | Bartol     | 46.41.3     | 3    |
| 9    | Alan North          | Yamaha     | + 1 Vuelta  | 2    |
| 10   | Roger Sibille       | Yamaha     | + 1 Vuelta  | 1    |
| 11   | Reino Eskelinen     | Yamaha     | + 1 Vuelta  |      |
| 12   | Bruno Lüscher       | Yamaha     | + 1 Vuelta  |      |
| 13   | Andy Berger         | Yamaha     | + 1 Vuelta  |      |
| 14   | Edwin Weibel        | Yamaha     | + 1 Vuelta  |      |
| 15   | Bengt Eliasson      | Yamaha     | + 2 Vueltas |      |
| 16   | Markku Loponen      | Yamaha     | + 2 Vueltas |      |
| 17   | Steve Williams      | Yamaha     | + 2 Vueltas |      |
| Ret  | Didier de Radiguès  | Chevallier | Ret         |      |
| Ret  | Jean-François Baldé | Kawasaki   | Ret         |      |
| Ret  | Carlos Lavado       | Yamaha     | Ret         |      |
| Ret  | Thierry Espié       | Chevallier | Ret         |      |
| Ret  | Massimo Matteoni    | Yamaha     | Ret         |      |
| Ret  | Karl-Thomas Grässel | Yamaha     | Ret         |      |
| Ret  | Gustav Reiner       | Yamaha     | Ret         |      |
| Ret  | Wolfgang von Muralt | Yamaha     | Ret         |      |
| Ret  | Martin Wimmer       | Yamaha     | Ret         |      |
| Ret  | Siegfried Minich    | Rotax      | Ret         |      |
| Ret  | Jeffrey Sayle       | Armstrong  | Ret         |      |
| Ret  | Pekka Nurmi         | Yamaha     | Ret         |      |
| Ret  | Svend Anderson      | Yamaha     | Ret         |      |
| Ret  | Kari Korpela        | Yamaha     | Ret         |      |
| Ret  | Gunnar Bruhn        | Yamaha     | Ret         |      |

## Resultados 250cc
Victoria para el francés Christian Sarron por delante del belga Didier de Radiguès y del español Sito Pons. El líder y el segundo clasificado de la clasificación provisional, el francés Jean-Louis Tournadre y el alemán Anton Mang, acabaron séptimo y sexto respectivamente, por lo que en ese momento la ventaja del galo era de tan solo dos puntos sobre Mang.
| Pos. | Piloto                 | Equipo     | Tiempo      | Pts. |
| ---- | ---------------------- | ---------- | ----------- | ---- |
| 1    | Christian Sarron       | Yamaha     | 49.00.2     | 15   |
| 2    | Didier de Radiguès     | Chevallier | 49.01.9     | 12   |
| 3    | Sito Pons              | Rotax      | 49.23.7     | 10   |
| 4    | Jean-Michel Mattioli   | Yamaha     | 49.24.8     | 8    |
| 5    | Carlos Lavado          | Yamaha     | 49.37.3     | 6    |
| 6    | Anton Mang             | Kawasaki   | 49.39.6     | 5    |
| 7    | Jean-Louis Tournadre   | Yamaha     | 49.40.1     | 4    |
| 8    | Jean-Louis Guignabodet | Kawasaki   | 49.47.7     | 3    |
| 9    | Bengt Elgh             | Yamaha     | 50.31.9     | 2    |
| 10   | Tony Head              | Armstrong  | 50.38.5     | 1    |
| 11   | Eero Hyvärinen         | Yamaha     | 50.54.7     |      |
| 12   | Pekka Nurmi            | Yamaha     | + 1 Vuelta  |      |
| 13   | Paul Harris            | Yamaha     | + 1 Vuelta  |      |
| 14   | Jussi Hautaniemi       | Yamaha     | + 1 Vuelta  |      |
| 15   | Jean-Marc Toffolo      | Rotax      | + 1 Vuelta  |      |
| 16   | Patrick Fernandez      | Bartol     | + 1 Vuelta  |      |
| 17   | Pierluigi Aldrovandi   | Yamaha     | + 1 Vuelta  |      |
| 18   | José Moreno            | Yamaha     | + 1 Vuelta  |      |
| 19   | Etienne Geeraerd       | Armstrong  | + 1 Vuelta  |      |
| 20   | Jarmo Liitiä           | Rotax      | + 2 Vueltas |      |
| Ret  | Christian Estrosi      | Pernod     | Ret         |      |
| Ret  | Roland Freymond        | MBA        | Ret         |      |
| Ret  | Jean-François Baldé    | Kawasaki   | Ret         |      |
| Ret  | Pierre Bolle           | Yamaha     | Ret         |      |
| Ret  | Martin Wimmer          | Yamaha     | Ret         |      |
| Ret  | Thierry Espié          | Pernod     | Ret         |      |
| Ret  | Paolo Ferretti         | MBA        | Ret         |      |
| Ret  | Massimo Matteoni       | Yamaha     | Ret         |      |
| Ret  | Hans Müller            | Yamaha     | Ret         |      |
| Ret  | Gabriel Grabia         | Yamaha     | Ret         |      |
| Ret  | Donnie Robinson        | Yamaha     | Ret         |      |
| Ret  | Michel Galbit          | Yamaha     | Ret         |      |

## Resultados 125cc
El ya matemáticamente campeón mundial, el español Ángel Nieto, no se presenta en Finlandia con su Garelli y oficialmente es Maurizio Vitali quien la pilota, aunque no acaba la carrera. El piloto venezolano Iván Palazzese obtiene su segunda victoria consecutiva después de la conseguida en Suecia. El austríaco August Auinger y el finlandés Johnny Wickström cerraron el podio.
| Pos. | Piloto               | Moto       | Tiempo      | Pts. |
| ---- | -------------------- | ---------- | ----------- | ---- |
| 1    | Iván Palazzese       | MBA        | 46.30.5     | 15   |
| 2    | August Auinger       | MBA        | 47.35.0     | 12   |
| 3    | Johnny Wickström     | MBA        | 48.27.9     | 10   |
| 4    | Pierluigi Aldrovandi | MBA        | 48.59.7     | 8    |
| 5    | Eugenio Lazzarini    | Garelli    | 49.09.8     | 6    |
| 6    | Domenico Brigaglia   | MBA        | + 1 Vuelta  | 5    |
| 7    | Anton Straver        | MBA        | + 1 Vuelta  | 4    |
| 8    | Ilkka Jaakkola       | MBA        | + 1 Vuelta  | 3    |
| 9    | Jean-Claude Selini   | MBA        | + 1 Vuelta  | 2    |
| 10   | Roberto Ruosi        | MBA        | + 1 Vuelta  | 1    |
| 11   | Erich Klein          | MBA        | + 1 Vuelta  |      |
| 12   | Willy Pérez          | MBA        | + 1 Vuelta  |      |
| 13   | Bruno Kneubühler     | MBA        | + 1 Vuelta  |      |
| 14   | Alfred Waibel        | MBA        | + 1 Vuelta  |      |
| 15   | Juha Pakkanen        | MBA        | + 1 Vuelta  |      |
| 16   | Frédéric Michel      | MBA        | + 2 Vueltas |      |
| 17   | Helmut Lichtenberg   | MBA        | + 2 Vueltas |      |
| 18   | Rolf Rüttimann       | MBA        | + 2 Vueltas |      |
| 19   | Per-Edvard Carlsson  | MBA        | + 2 Vueltas |      |
| Ret  | Hans Müller          | MBA        | Ret         |      |
| Ret  | Ricardo Tormo        | Sanvenero  | Ret         |      |
| Ret  | Maurizio Vitali      | Garelli    | Ret         |      |
| Ret  | Matti Kinnunen       | MBA        | Ret         |      |
| Ret  | Gerhard Waibel       | MBA        | Ret         |      |
| Ret  | Stefan Dörflinger    | Morbidelli | Ret         |      |
| Ret  | Esa Kytölä           | MBA        | Ret         |      |
| Ret  | Olivier Liégeois     | Sanvenero  | Ret         |      |
| Ret  | Alex Bedford         | MBA        | Ret         |      |
| Ret  | Tore Alexandersson   | MBA        | Ret         |      |
| Ret  | Jan Bäckström        | MBA        | Ret         |      |